# Lorenia Valles Sampedro
Lorenia Iveth Valles Sampedro (Hermosillo, Sonora; 18 de diciembre de 1976) es una política mexicana, miembro del partido Morena. Desde el 1 de septiembre de 2024 se desempeña como senadora de la República por su estado natal. En 2021 fue nombrada como directora del Sistema para el desarrollo integral de la Familia en el Gobierno del Estado de Sonora, designada por el Gobernador Alfonso Durazo Montaño.

## Reseña biográfica
Lorenia Valles Sampedro es licenciada en Administración de Empresas Turísticas por el Centro de Estudios Superiores de Sonora y tiene una maestría en Democracia y Parlamento.
Fue miembro del Partido de la Revolución Democrática (PRD) de 1998 a 2018. Inició su actividad política en dicho instituto político como presidenta del Comité de Base Álvaro Obregón en 2002, al año siguiente, 2003 fue candidata a diputada local y aunque no logró la victoria, fue presidenta del comité municipal del PRD en Hermosillo de 2003 a 2005, esta última fecha fue candidata a la presidencia estatal del partido, no fue elegida pero ocupó el cargo de secretaria de Migrantes de dicho comité en 2005 y consejera estatal del partido hasta 2012.
Fue candidata a diputada federal en las elecciones de 2006 y 2009, resultando derrotada en ambos procesos electorales. De 2008 a 2012 fue comisionada de Atención a Migrantes de la Secretaría de Desarrollo Rural y Equidad para las Comunidades, del gobierno del Distrito Federal. De 2012 a 2015 fue consejera nacional del PRD y en 2015 fue precandidata a la gubernatura de Sonora, candidatura que finalmente logró Carlos Ernesto Navarro López. 
Ese último año fue elegida diputada federal por la vía de la representación proporcional a la LXII Legislatura, en la que fue presidenta de la Comisión de Asuntos Migratorios; secretaria de las comisiones de Asuntos Frontera Norte; y, Especial para dar seguimiento al cumplimiento de los objetivos de desarrollo del milenio; así como integrante de las comisiones de Igualdad de Género; y, Especial de Minería. Además fue integrante del Comité del Centro de Estudios para el Adelanto de las Mujeres y la Equidad de Género.
De 2016 a 2018 fue directora de Asuntos Internacionales y Atención a Migrantes de Durango. En 2018 renunció a su militancia en el PRD y se integró en Morena, que la postuló ese mismo año a diputada federal como parte de la coalición Juntos Haremos Historia por el Distrito 3 de Sonora. 
De 2018 a 2021 fue electa como Diputada Federal  e integró la LXIV Legislatura del Congreso de la Unión , dentro del grupo Parlamentario de Morena, fue integrante de las comisiones de Hacienda y Crédito Público; de Medio Ambiente, Sustentabilidad, Cambio Climático y Recursos Naturales; y de Relaciones Exteriores. 
De 2021-2024 se reeligió como Diputada Federal por el distrito 3, como parte del grupo parlamentario de Morena y ganó su espacio dentro de la LXV Legislatura del Congreso de la Unión, solicitando licencia para integrarse al gabinete del Gobernador de Sonora Alfonso Durazo Montaño.